# Etmopterus dianthus
Etmopterus dianthus  (лат.) — вид рода чёрных колючих акул семейства лат. Etmopteridae отряда катранообразных. Обитает в западной части Тихого океана на глубинах до 880 м. Максимальный зарегистрированный размер 40,9 см. Тело веретенообразное. У основания обоих спинных плавников имеются шипы. Анальный плавник отсутствует.

## Таксономия
Впервые вид был описан в 2002 году. Голотип —  самка длиной 38,9 см, пойманная на западе национального заповедника Лиху Риф в Коралловом море на глубине 880 м (15° 55' ю. ш. и 150° 31' в. д.) в 1985 году. Паратипы: самки длиной 22,5 см, 33,8 см, 39,2 см, 40,5 см и 40,8 см, взрослый самец длиной 40,9 см, 3 неполовозрелых самца длиной 33,8 см, 26,7 см и 31,7 см, пойманные там же, на глубине 792—880 м и  самец длиной 31,3, пойманный в 1994 году у берегов Новой Каледонии на глубине 708—830 м (23° 06' ю. ш. и 166° 53' в. д.). 

## Ареал
Etmopterus dianthus обитают западной части Тихого океана у берегов Австралии и Новой Каледонии. Эти акулы встречаются у дна на материковом склоне на глубине от 708 до 880 м. 

## Описание
Максимальный зарегистрированный размер составляет 40,9 см. Тело веретенообразной формы. Голова довольно короткая, её длина составляет менее 21 % от длины. Ширина рта приблизительно равна длине глаза. Глаза узкие. Первый спинной плавник сдвинут назад относительно свободного кончика грудных плавников. Хвостовой стебель короткий. Окрас спины и брюха контрастирует: спина окрашена в розоватый цвет. У взрослых самцов верхние зубы имеют по 5 зубцов. На верхней челюсти расположено 3—4 ряда функциональных зубов, а на нижней — один. Нижние зубы мелкие, покрыты зазубринами. Латеральные зубы мельче центральных. У основания спинных плавников имеются шипы. Анальный плавник отсутствует. 

## Биология
Etmopterus dianthus, вероятно, размножаются яйцеживорождением. Пойманная беременная самка вынашивала эмбрион длиной 95 мм.

## Взаимодействие с человеком
Вид не имеет коммерческой ценности. В качестве прилова попадает в коммерческие глубоководные тралы, ориентированные на лобстеров. Пойманных акул выбрасывают за борт, уровень выживаемости колеблется от среднего (при поимке ярусом) до низкого (траление). В ареале глубоководный рыбный промысел ведётся не интенсивно. Международный союз охраны природы присвоил этому виду статус сохранности «Вызывающий наименьшие опасения».